# Amauris interrupta
Amauris interrupta är en fjärilsart som beskrevs av Eugene Boullet 1912. Amauris interrupta ingår i släktet Amauris och familjen praktfjärilar. Inga underarter finns listade i Catalogue of Life.